# سامانه بین‌المللی مرجع آسمانی

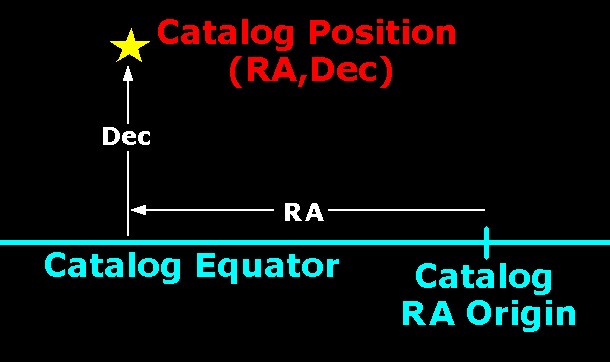
مختصات ستاره‌ها در سامانهٔ بین‌المللی مرجع آسمانی

سامانهٔ بین‌المللی مرجع آسمانی (به انگلیسی: International Celestial Reference System) با نام مخفف آی‌سی‌آراِس (به انگلیسی: ICRS) روشی برای ایجاد چارچوب مرجع برای مختصات در فضا است، که برای یکسان‌سازی میان سازمان‌های بین‌المللی پیشنهاد و توسط اتحادیهٔ بین‌المللی اخترشناسی مورد قبول واقع شد. این روش براساس محل قرارگیری استوا و اعتدال در اول سال ۲۰۰۰ ایجاد شده‌است. در حال حاضر برای تعیین مختصات به این روش، از مشاهده‌های رادیو نجومی کهکشان‌های دوردست استفاده می‌شود. این سامانهٔ مختصات فضا ثابت و مختصات مرکز جرمی است. با توجه به این که این سامانه در فضا ثابت است، از آن می‌توان برای نمایش محل قرارگیری و جابه‌جایی اجرام آسمانی به خوبی استفاده کرد. این سامانه لخت است.

## تاریخچه
سامانهٔ بین‌الملی مرجع آسمانی توسط اتحادیهٔ بین‌الملی اخترشناسی اداره می‌شود. سامانه‌های پیشین براساس محل قرارگیری خط استوا و اعتدال در سامانهٔ جی۲۰۰۰ به همراه سامانهٔ ثابت‌های اخترشناسی و الگوریتم‌های مرتبط به آن بودند. چارچوب مرجع مورد استفاده در این سامانه‌ها کاتالوگ بنیادی پنجم بود. کاتالوگ بنیادی پنجم، شامل حدود ۱٬۵۳۵ ستارهٔ درخشان با قدر ۷٫۵ بود. این تعداد ستاره را، ۳٬۱۱۷ ستاره با درخشش کمتر (قدر ۹٫۵) پشتیبانی می‌شدند. این کاتالوگ دنباله، کاتالوگ ۴ و ۳ بنیادی بود که هر سهٔ آن‌ها با استفاده از نقشه‌برداری آسمان و بیشتر مواقع با چشم غیرمسلح به کاتالوگ اضافه شده‌اند. محل قرارگیری ستاره‌ها با استفاده از بعد و میل مشخص می‌شد.
در اواخر دههٔ ۱۹۷۰، ستاره‌شناسی با استفاده از امواج رادیویی رواج گسترده‌ای پیدا کرد. برای یافتن ستاره‌ها از تداخل خط پایهٔ بسیار طولانی به اختصار وی‌ال‌بی‌ای استفاده شد. با این روش مختصات ستاره‌ها با دقتی در اندازهٔ حدود ۱ میلی‌ثانیهٔ قوسی حدود ({\displaystyle 10^{-9}\cdot 5}) ثانیهٔ قوسی مورد اندازه‌گیری قرار گرفت. بیشتر مرجع امواج برای این روش از اختروش‌ها انتخاب می‌شوند، که تغییرات داخلی آن‌ها بسیار کمتر از ستاره‌ها و تپ‌اخترها است. این باعث می‌شود که سامانهٔ ایجاد شده با این داده اینرسی بیشتر داشته‌باشد. اعتدالین در این اندازه‌گیری جایی ندارد، از آنجا صفحهٔ بیضوی تأثیری در داده‌های این نداشته‌است. اما بعد در این روش مورد توجه قرار گرفته شده‌است. بعد مورد استفاده، بعد اختروش ۳سی ۲۷۳ است.
به علت دقت بالای وی‌ال‌بی‌ای، برای اندازه‌گیری سرعت چرخش زمین از این روش استفاده می‌شود. دقت بالای این روش باعث شد تا روش کاتالوگ پنجم به کلی کنار گذاشته‌شود. در عین حال موفقیت ماهوارهٔ اروپایی هیپارخوس که نقشهٔ ستاره‌های در بعد دیداری تهیه کرد، در به کنار گذاشتن کاتالوگ پنجم تأثیرگذار بود. در اوایل سال ۱۹۸۸، گروهی در اتحادیهٔ بین‌المللی اخترشناسی انتخاب شدند تا سامانهٔ بین‌المللی مرجع آسمانی پیاده کنند. کارهای این گروه در سال‌های ۱۹۹۱، ۱۹۹۶، ۱۹۹۹ و ۲۰۰۱ به ایجاد مشخصات آی‌سی‌آراس منجر شد. محور این سامانهٔ مختصات به اجسام خارج از کهکشان‌ها ختم می‌شود و دقت آن در حدود ۰٫۱ آرک‌ثانیه است. در این سامانه مختصاتی محورها بدون توجه به زمین و اجرام آسمانی دیگر ثابت هستند.

## روش محاسبه
آی‌سی‌آراس مجموعه‌ای از قوانین است که یک سامانهٔ مختصات با دقت بالا را با استفاده از تنسور متریک، راه‌حلی برای پیدا کردن و حفظ محور حرکت با استفاده از فهرستی از اجرام آسمانی و مختصات دقیق آن‌ها و مدل‌ها و الگوریتم‌های استاندارد که تبدیل این مختصات به دیگر مختصات را آسان می‌کند، را تعریف می‌کند. تفاوت میان سامانهٔ مرجع و چارچوب مرجع در این مورد باید مدنظر قرار بگیرد. تصویری از محلی که ابزار فضایی در حرکت است تهیه می‌شود، سپس تصویر با استفاده از ابزارهای یافتن الگو مورد بررسی قرار می‌گیرد و ستاره‌های موجود در تصویر بر اساس درخشش با منبع ستاره‌ها مقایسه می‌شوند. پس از آن محل قرارگیری ابزار فضایی با دقت بسیار بالا به دست می‌آید. منبع ستاره‌های مورد استفاده در این سامانه  از دو پایگاه متفاوت است. یکی ۶۰۸ منیع رادیویی  وی‌بی‌ال‌ای است که به صورت دوره‌ای محل قرار گیری آن‌ها توسط سرویس بین‌المللی چرخش زمین و سامانه‌های مرجع به روز می‌شود. دیگری نقشه‌ای است که توسط ماهوارهٔ هیپارخوس تهیه شده‌است. خطای ایجاد شده تا سال ۲۰۱۰ در منبع هیپارخوس در حدود ۲۰ میلاآرک‌ثانیه است که برای درخشان‌ترین ستاره‌ها اندازه‌گیری شده‌است. سازمان فضایی اروپا و دیگر سازمان‌های فضایی برای استفادهٔ عموم از این سامانه الگوریتم‌های به زبان‌های مختلف برنامه‌نویسی ایجاد کرده‌اند. آن‌ها خطاها و بهینه‌سازی‌های مورد نیاز در منابع هم در نرم‌افزارهای خود لحاظ کرده‌اند.